# Frederik IX van Hohenzollern
Frederik IX van Hohenzollern bijgenaamd de Zwarte Graaf († 1377) was van 1339 tot aan zijn dood graaf van Hohenzollern. Hij behoorde tot het huis Hohenzollern.

## Levensloop
Frederik IX was de tweede zoon van graaf Frederik VIII van Zollern en diens echtgenote wier identiteit onbekend gebleven is. In 1339 volgde hij zijn oudere broer Frits II op als graaf van Hohenzollern.
Op 27 februari 1342 sloot hij een verdrag dat de senioraat met de Schalkenburgse linie van het huis Hohenzollern regelde. Hierbij werd vastgelegd dat zowel de oudste erfgenaam van de Zollernse linie als die van de Schalkenburgse linie moesten beslissen wie het bezit van de oorspronkelijke Zollernse bezittingen kreeg. Frederik IX was ook de aanvoerder van een grote krijgsmacht en werd op die manier een leider van de Leeuwenbond, een belangrijk bondgenootschap van edelen.
In 1344 verdeelde hij samen met zijn jongere broer Frederik van Straatsburg het graafschap Hohenzollern. Frederik IX stichtte op die manier de linie van de Zwarte Graaf van het huis Hohenzollern. Deze linie stierf reeds in 1412 met zijn zoon Frederik X uit. Zijn broer Frederik van Straatsburg was de stichter van de Straatsburgse linie, waarvan de latere graven van Hohenzollern en de vorsten van Hohenzollern-Hechingen en Hohenzollern-Sigmaringen afstamden.

## Huwelijk en nakomelingen
In 1341 huwde hij met Anna († na 1385), dochter van graaf Burchard V van Hohenberg-Wildberg. Ze kregen volgende kinderen:
- Frederik X († 1412), graaf van Hohenzollern
- Adelheid († 1415), huwde met Johan van Stralenberg
- Frederik Ostertag I († 1407/1410)
- Anna († 1418), kloosterzuster in Königsfeld
- Sophia († 1418), kloosterzuster in Stetten